# オズ通り商店街
オズ通り商店街（オズどおりしょうてんがい）とは、東急東横線・元住吉駅東口より出てすぐ始まる商店街。神奈川県川崎市中原区にある。商店街の公式キャラクターは、おずっちょである。西口の商店街はブレーメン通り商店街。

## 歴史
- 1991年（平成3年） - モール化
- 1992年（平成4年） - シンボルマーク「オズの魔法使い」制定
- 1996年度（平成8年度） - モール化完成
- 1998年度（平成10年度）以降、2001年度（平成13年度）まで毎年「サンバカーニバル」開催
- 近年は七夕フェスタやボランティアフェスティバル開催

## 受賞歴
- 平成25年度「内閣府子ども若者・子育て支援功労者表彰」受賞[1]
- 「第1回かながわ商店街大賞」準大賞受賞[2]
- 「がんばる商店街30選」[3]